# Zenon Schreyer
 Zenon Schreyer  (ur. 2 grudnia 1900 w Warszawie, zm. 1944 tamże) – major saperów magister Wojska Polskiego, weteran wojny polsko-bolszewickiej, uczestnik kampanii wrześniowej, powstaniec warszawski. Kawaler Orderu Virtuti Militari. 

## Życiorys
Urodził się 2 grudnia 1900 w Warszawie w rodzinie Wacława i Aleksandry. W dzieciństwie pobierał nauki pod kierunkiem swego ojca, z zawodu nauczyciela. Zenon, jako uczeń Gimnazjum im. Adama Mickiewicza w Warszawie, działał w Drużynie Harcerskiej im. gen. Bema. W listopadzie 1919 wstąpił do wojska i otrzymał przydział do baonu mostowego w Modlinie. W jego składzie brał udział w wojnie polsko-bolszewickiej. Za wykazane męstwo i odwagę w czasie walk, został skierowany z frontu do Szkoły Podchorążych Piechoty, a po jej ukończeniu do Szkoły Podchorążych Saperów. Służbę zawodową rozpoczął w batalionie mostowym w Modlinie, jako młodszy oficer kompanii. Kilkakrotnie brał udział z batalionem w budowie i odbudowie mostów. W latach 1926–1932 służył jako młodszy oficer kompanii szkolnej w 5 pułku saperów w Krakowie. Na początku lat 30. był adiutantem dowódcy 6 batalionu saperów w Brześciu. Podczas akcji powodziowej w 1930, za uratowanie dwóch osób tonących w Wiśle, został odznaczony Medalem za Ratowanie Ginących. W marcu 1939 ponownie w 5 batalionie saperów w Krakowie na stanowisku dowódcy 4. kompanii zmotoryzowanej. 
W wojnie obronnej Polski 1939 był dowódcą 55 batalionu saperów, wchodzącego w skład Armii „Kraków”. Dowodzony przez niego batalion dobrze wykonał zadanie pod Baranowem, podczas przeprawy oddziałów Armii „Kraków” na prawy brzeg Wisły. W czasie okupacji był żołnierzem AK – ps. „Demir” Komendy Głównej Armii Krajowej – Oddział III (Operacyjno-Szkoleniowy) – Wydział Saperów. Uczestniczył w wielu akcjach dywersyjnych w ramach „Kedywu”, pod nazwiskiem konspiracyjnym Zygmunt Sarnowski.
Poległ podczas powstania warszawskiego.

## Awanse
- podporucznik – 12 lutego 1923 ze starszeństwem z dniem 1 kwietnia 1921 w korpusie oficerów inżynierii i saperów[4]
- porucznik – ze starszeństwem z dniem 1 kwietnia 1923 i 3. lokatą w korpusie oficerów inżynierii i saperów[5]
- kapitan – 1932 ze starszeństwem z dniem 1 stycznia 1933[6]
- major –

## Ordery i odznaczenia
- Krzyż Srebrny Orderu Wojennego Virtuti Militari nr 13175[7]
- Medal Niepodległości
- Srebrny Krzyż Zasługi (19 marca 1937)[8][9]
- Medal Pamiątkowy za Wojnę 1918–1921
- Medal za Ratowanie Ginących (1930)[10]